# Access (stripfiguur)
Access (Axel Asher) is een personage uit de strips van zowel Marvel Comics als DC Comics. Hij werd door beide bedrijven bedacht als onderdeel van hun cross-over Marvel vs DC #1 (Maart 1996). Zijn voornaamste doel was de gebeurtenissen uit de cross-over te verklaren, en meer cross-overs mogelijk te maken in de toekomst.

## Publicatiegeschiedenis
Access verscheen in de mini-series DC/Marvel: All Access en Unlimited Access. Tevens speelde hij een rol in de formatie van het Amalgam Comics universum.
Access werd even kort genoemd in een Superman/Fantastic Four crossover. Tevens werd hij genoemd in de crossover Superman/Silver Surfer.
Access is nu een personage dat af en toe in zowel de Marvel strips als DC strips opduikt. Hij komt voornamelijk ter sprake wanneer er een cross-over tussen beide plaatsvindt. Zijn taak is te voorkomen dat het Marvel Universum en DC Universum nogmaals fuseren tot het Amalgam Universum. Indien hij te lang in een van beide universums blijft, beginnen de in elkaar over te lopen en ontstaan de cross-overs.
Hoewel het personage eigendom is van zowel Marvel als DC, is DC de enige die het personage ook buiten een cross-over heeft gebruikt. In Green Lantern #87, verscheen Access aan Jade.

## Biografie
Axel Asher was aanvankelijk een gewone tiener die in New York woonde. Hij ontdekte zijn buitengewone gave toen de cosmische wezens genaamd "The Brothers," die respectievelijk het DC Universum en het Marvel Universum vertegenwoordigden, elkaars bestaan ontdekten en de helden uit hun universum met elkaar lieten vechten om te bewijzen wie de sterkste was.
Axel ontmoette rond deze tijd een oude man in een steegje, die een poort tussen de twee universa bewaakte. Hij beweerde de “access” te zijn, en dat Axel de volgende in lijn was om Access te worden.
De strijd tussen de Brothers leidde ertoe dat The Spectre en de Living Tribunal beide universums versmolten tot het Amalgam Universum. Het was Axels eerste taak als de nieuwe Access om deze fusie ongedaan te maken. Daarna moest hij ervoor zorgen dat dit nooit meer zou gebeuren.

## Krachten en vaardigheden
Access heeft de gave om interdimensionale poorten te maken, en zo tussen het Marvel Universum en DC Universum heen en weer te reizen. Tevens kan hij inwoners van het ene universum naar het andere halen, en door de tijd reizen.
Access kan voelen wanneer er iets niet klopt in een van beide universums, en dit recht zetten voordat het vergaande gevolgen heeft.
Access kan tevens twee personages uit elk universum fuseren tot een nieuw personage, en deze fusie ook weer opheffen.